# 2005-ös rövid pályás úszó-Európa-bajnokság
A 2005-ös rövid pályás úszó-Európa-bajnokságot december 8. és december 11. között rendezték Triesztben, Olaszországban. Az Eb-n 38 versenyszámot rendeztek.

## Éremtáblázat
(A táblázatban Magyarország és a rendező nemzet eltérő háttérszínnel kiemelve.)
| Helyezés | Nemzet             | Arany | Ezüst | Bronz | Összesen |
| 1.       | Németország        | 5     | 4     | 7     | 13       |
| 2.       | Lengyelország      | 5     | 4     | 2     | 11       |
| 3.       | Hollandia          | 5     | 1     | 2     | 8        |
| 4.       | Magyarország       | 4     | 0     | 1     | 5        |
| 5.       | Olaszország        | 3     | 4     | 6     | 13       |
| 6.       | Franciaország      | 3     | 3     | 2     | 8        |
| 7.       | Svédország         | 3     | 2     | 3     | 8        |
| 8.       | Ukrajna            | 3     | 2     | 1     | 6        |
| 9.       | Oroszország        | 2     | 8     | 4     | 14       |
| 10.      | Egyesült Királyság | 1     | 3     | 4     | 8        |
| 11.      | Dánia              | 1     | 3     | 0     | 4        |
| 12.      | Finnország         | 1     | 1     | 1     | 3        |
| 13.      | Szlovénia          | 1     | 0     | 2     | 3        |
| 14.      | Ausztria           | 1     | 0     | 1     | 2        |
| 15.      | Szlovákia          | 1     | 0     | 0     | 1        |
| 16.      | Litvánia           | 0     | 1     | 1     | 2        |
| 17.      | Görögország        | 0     | 1     | 0     | 1        |
| 18.      | Horvátország       | 0     | 0     | 1     | 1        |
| 18.      | Svájc              | 0     | 0     | 1     | 1        |
| 18.      | Fehéroroszország   | 0     | 0     | 1     | 1        |
| Összesen | Összesen           | 39    | 37    | 40    | 116      |

## Érmesek
- WR – világrekord (World Record)
- ER – Európa-rekord (európai versenyző által elért eddigi legjobb eredmény) (European Record)

### Férfi
| Versenyszám              | Arany                                                                               | Arany       | Ezüst                                                                            | Ezüst    | Bronz                                                                           | Bronz    |
| ------------------------ | ----------------------------------------------------------------------------------- | ----------- | -------------------------------------------------------------------------------- | -------- | ------------------------------------------------------------------------------- | -------- |
| 50 m-es gyorsúszás       | Mark Foster · Egyesült Királyság                                                    | 21,27       | Frédérick Bousquet · Franciaország                                               | 21,47    | Johan Kenkhuis · Hollandia                                                      | 21,51    |
| 100 m-es gyorsúszás      | Filippo Magnini · Olaszország                                                       | 46,52 ER    | Steffen Deibler · Németország                                                    | 47,43    | Jevgenyij Lagunov · Oroszország                                                 | 47,55    |
| 200 m-es gyorsúszás      | Filippo Magnini · Olaszország                                                       | 1:42,89     | Massimiliano Rosolino · Olaszország                                              | 1:43,32  | Ross Davenport · Egyesült Királyság                                             | 1:43,93  |
| 400 m-es gyorsúszás      | Yuri Prilukov · Oroszország                                                         | 3:37,81 ER  | Paweł Korzeniowski · Lengyelország                                               | 3:38,20  | Paul Biedermann · Németország                                                   | 3:39,88  |
| 1500 m-es gyorsúszás     | Yuri Prilukov · Oroszország                                                         | 14:27,12 ER | David Davies · Egyesült Királyság                                                | 14:35,94 | Mateusz Sawrymowicz · Lengyelország                                             | 14:38,86 |
|                          |                                                                                     |             |                                                                                  |          |                                                                                 |          |
| 50 m-es hátúszás         | Thomas Rupprath · Németország                                                       | 23,57       | Arkady Vyatchanin · Oroszország                                                  | 23,95    | Liam Tancock · Egyesült Királyság                                               | 24,06    |
| 100 m-es hátúszás        | Cseh László · Magyarország                                                          | 51,29       | Arkady Vyatchanin · Oroszország                                                  | 51,47    | Thomas Rupprath · Németország                                                   | 51,50    |
| 200 m-es hátúszás        | Markus Rogan · Ausztria                                                             | 1:50,43 WR  | Arkady Vyatchanin · Oroszország                                                  | 1:50,77  | Gordan Kožulj · Horvátország                                                    | 1:53,01  |
|                          |                                                                                     |             |                                                                                  |          |                                                                                 |          |
| 50 m-es mellúszás        | Oleg Lisogor · Ukrajna                                                              | 26,67       | Alessandro Terrin · Olaszország                                                  | 26,79    | Matiaz Markič · Szlovénia                                                       | 27,08    |
| 100 m-es mellúszás       | Oleg Lisogor · Ukrajna                                                              | 58,07       | Romanos Alyfantis · Görögország                                                  | 58,08    | Valeriy Dymo · Ukrajna                                                          | 58,60    |
| 200 m-es mellúszás       | Sławomir Kuczko · Lengyelország                                                     | 2:07,01     | Grigorij Falko · Oroszország                                                     | 2:07,04  | Paolo Bossini · Olaszország                                                     | 2:07,70  |
|                          |                                                                                     |             |                                                                                  |          |                                                                                 |          |
| 50 m-es pillangóúszás    | Lars Frölander · Svédország                                                         | 23,08       | Mark Foster · Egyesült Királyság                                                 | 23,12    | Matti Rajakylä · Finnország                                                     | 23,17    |
| 100 m-es pillangóúszás   | Thomas Rupprath · Németország                                                       | 50,55       | Yevgeni Korotyshkin · Oroszország                                                | 51,32    | Peter Mankoč · Szlovénia                                                        | 51,47    |
| 200 m-es pillangóúszás   | Paweł Korzeniowski · Lengyelország                                                  | 1:50,89     | Helge Meeuw · Németország                                                        | 1:52,49  | Nikolay Skvortsov · Oroszország                                                 | 1:53,58  |
|                          |                                                                                     |             |                                                                                  |          |                                                                                 |          |
| 100 m-es vegyes úszás    | Peter Mankoč · Szlovénia                                                            | 52,65       | Oleg Lisogor · Ukrajna                                                           | 53,38    | Vytautas Janušaitis · Litvánia                                                  | 54,16    |
| 200 m-es vegyes úszás    | Cseh László · Magyarország                                                          | 1:53,46 WR  | Vytautas Janušaitis · Litvánia                                                   | 1:55,52  | Alessio Boggiatto · Olaszország                                                 | 1:56,11  |
| 400 m-es vegyes úszás    | Cseh László · Magyarország                                                          | 4:00,37 WR  | Luca Marin · Olaszország                                                         | 4:02,88  | Alessio Boggiatto · Olaszország                                                 | 4:06,38  |
|                          |                                                                                     |             |                                                                                  |          |                                                                                 |          |
| 4 × 50 m-es gyorsváltó   | Hollandia · Mark Veens · Mitja Zastrow · Gijs Damen · Johan Kenkhuis                | 1:25,03 WR  | Franciaország · Julien Sicot · David Maitre · Alain Bernard · Frédérick Bousquet | 1:25,40  | Egyesült Királyság · Mark Foster · Liam Tancock · Chris Cozens · Anthony Howard | 1:25,85  |
| 4 × 50 m-es vegyes váltó | Németország · Thomas Rupprath · Mark Warnecke · Johannes Dietrich · Steffen Deibler | 1:34,83     | Ukrajna · Andriy Oleynyk · Oleg Lisogor · Sergiy Breus · Vyacheslav Shyrshov     | 1:34,91  | Egyesült Királyság · Liam Tancock · Chris Cook · Matthew Clay · Mark Foster     | 1:35,22  |

### Női
| Versenyszám              | Arany                                                                             | Arany      | Ezüst                                                                                       | Ezüst   | Bronz                                                                                        | Bronz   |
| ------------------------ | --------------------------------------------------------------------------------- | ---------- | ------------------------------------------------------------------------------------------- | ------- | -------------------------------------------------------------------------------------------- | ------- |
| 50 m-es gyorsúszás       | Marleen Veldhuis · Hollandia                                                      | 24,32      | Cristina Chiuso · Olaszország                                                               | 24,37   | Anna-Karin Kammerling · Svédország                                                           | 24,52   |
| 100 m-es gyorsúszás      | Marleen Veldhuis · Hollandia                                                      | 52,84      | Hanna-Maria Seppälä · Finnország                                                            | 53,36   | Petra Dallmann · Németország · Alena Popchanka · Franciaország                               | 53,56   |
| 200 m-es gyorsúszás      | Josefin Lillhage · Svédország                                                     | 1:55,54    | Federica Pellegrini · Olaszország                                                           | 1:55,54 | Paulina Barzycka · Lengyelország                                                             | 1:55,97 |
| 400 m-es gyorsúszás      | Laure Manaudou · Franciaország                                                    | 3:56,79 WR | Joanne Jackson · Egyesült Királyság                                                         | 4:01,12 | Federica Pellegrini · Olaszország                                                            | 4:02,81 |
| 800 m-es gyorsúszás      | Laure Manaudou · Franciaország                                                    | 8:11,25 WR | Anasztaszija Ivanyenko · Oroszország                                                        | 8:14,51 | Flavia Rigamonti · Svájc                                                                     | 8:20,32 |
|                          |                                                                                   |            |                                                                                             |         |                                                                                              |         |
| 50 m-es hátúszás         | Louise Ørnstedt · Dánia                                                           | 27,26      | Janine Pietsch · Németország                                                                | 27,47   | Aljakszandra Heraszimenya · Fehéroroszország                                                 | 27,59   |
| 100 m-es hátúszás        | Laure Manaudou · Franciaország                                                    | 58,12      | Louise Ørnstedt · Dánia                                                                     | 58,63   | Janine Pietsch · Németország                                                                 | 58,65   |
| 200 m-es hátúszás        | Irina Amshennikova · Ukrajna                                                      | 2:05,12    | Louise Ørnstedt · Dánia                                                                     | 2:06,44 | Annika Liebs · Németország                                                                   | 2:06,73 |
|                          |                                                                                   |            |                                                                                             |         |                                                                                              |         |
| 50 m-es mellúszás        | Janne Schaefer · Németország                                                      | 30,62      | Beata Kaminska · Lengyelország                                                              | 30,71   | Elena Bogomazova · Oroszország                                                               | 30,88   |
| 100 m-es mellúszás       | Beata Kaminska · Lengyelország                                                    | 1:06,51    | Elena Bogomazova · Oroszország                                                              | 1:06,89 | Simone Weiler · Németország · Chiara Boggiatto · Olaszország                                 | 1:06,98 |
| 200 m-es mellúszás       | Anne Poleska · Németország                                                        | 2:23,06    | Katarzyna Dulian · Lengyelország                                                            | 2:23,24 | Chiara Boggiatto · Olaszország                                                               | 2:23,40 |
|                          |                                                                                   |            |                                                                                             |         |                                                                                              |         |
| 50 m-es pillangóúszás    | Anna-Karin Kammerling · Svédország                                                | 26,05      | Inge Dekker · Hollandia                                                                     | 26,20   | Fabienne Nadarajah · Ausztria                                                                | 26,32   |
| 100 m-es pillangóúszás   | Martina Moravcová · Szlovákia                                                     | 58,19      | Alena Popchanka · Franciaország                                                             | 58,27   | Johanna Sjöberg · Svédország                                                                 | 58,39   |
| 200 m-es pillangóúszás   | Boulsevicz Beatrix · Magyarország                                                 | 2:06,62    | Mette Jacobsen · Dánia                                                                      | 2:07,12 | Aurore Mongel · Franciaország                                                                | 2:07,52 |
|                          |                                                                                   |            |                                                                                             |         |                                                                                              |         |
| 100 m-es vegyes úszás    | Hanna-Maria Seppälä · Finnország                                                  | 1:00,71    | Hanna Eriksson · Svédország                                                                 | 1:01,18 | Hinkelien Schreuder · Hollandia                                                              | 1:01,21 |
| 200 m-es vegyes úszás    | Katarzyna Baranowska · Lengyelország                                              | 2:10,25    | Aleksandra Urbanczyk · Lengyelország                                                        | 2:11,11 | Daria Belyakina · Oroszország                                                                | 2:11,62 |
| 400 m-es vegyes úszás    | Katarzyna Baranowska · Lengyelország                                              | 4:33,70    | Anasztaszija Ivanyenko · Oroszország                                                        | 4:35,27 | Jakabos Zsuzsanna · Magyarország                                                             | 4:35,68 |
|                          |                                                                                   |            |                                                                                             |         |                                                                                              |         |
| 4 × 50 m-es gyorsváltó   | Hollandia · Hinkelien Schreuder · Inge Dekker · Chantal Groot · Marleen Veldhuis  | 1:36,27 WR | Svédország · Johanna Sjöberg · Anna-Karin Kammerling · Josefin Lillhage · Therese Alshammar | 1:36,75 | Németország · Dorothea Brandt · Daniela Samulski · Petra Dallmann · Daniela Götz             | 1:38,90 |
| 4 × 50 m-es vegyes váltó | Hollandia · Hinkelien Schreuder · Moniek Nijhuis · Inge Dekker · Marleen Veldhuis | 1:47,44 WR | Németország · Janine Pietsch · Janne Schaefer · Daniela Samulski · Dorothea Brandt          | 1:47,68 | Svédország · Therese Alshammar · Rebecca Ejdervik · Anna-Karin Kammerling · Josefin Lillhage | 1:49,07 |